# 스테파니 니즈닉
스테퍼니 니즈닉(Stephanie Lynne Niznik, 1967년 5월 20일 ~ 2019년 6월 23일)는 미국의 배우이다.
뱅고어에서 태어났으며 엔시노에서 사망하였다.

## 출연 작품
- 스파이더 2 (2001년)
- 에폭 (2000년)
- 여기보다 어딘가에 (1999년)
- 인퍼노 (1998, Inferno)
- 메모리얼 데이 (1998년)
- 스타 트랙 9 - 최후의 반격 (1998년)
- 에덴으로 가는 비상구 (1994년)
- 닥터슬론 (1993년)

### 텔레비전
- 에버우드 (2002-06) - 니나 피니 역
- NCIS (2009) - 샤론 벨로우스 역